# نيكولاي كنيبوفيتش
نيكولاي ميخائيلوفيتش كنيبوفيتش (6 أبريل 1886 - 23 فبراير 1939) (بالروسية: Николай Михайлович Книпович)
هو عالم أسماك وعالم أحياء بحرية وعالم محيطات روسي.

## مسيرته
تخرج كنيبوفيتش من جامعة سانت بطرسبرغ في عام 1886، وانتخب أستاذا مساعدا في الجامعة سنة 1893.
من عام 1894 حتى عام 1921، عمل في متحف علم الحيوان في الأكاديمية الروسية للعلوم. ثم أصبح أستاذًا لعلم الأحياء وعلم الحيوان في المعهد الطبي الأول للنساء (جامعة سانت بطرسبورغ الحكومية الطبية الأولى حاليًا) في عام 1911، واستمر في هذا المنصب حتى عام 1930.
أصبح عضوا فخريا في لأكاديمية الروسية للعلوم في عام 1935.
اكتشف العديد من الأنواع الجديدة من الأسماك والقشريات والرخويات والأعشاب البحرية. قام بعثات علمية للبحر الأبيض وبحر بارنتس وبحر قزوين. خلال حياته نشر كنيبوفيتش ما مجموعه 897 ورقة علمية.

## روابط خارجية
- نيكولاي كنيبوفيتش على موقع الموسوعة البريطانية (الإنجليزية)
- "N. M. Knipovich. 1862–1939" (PDF). J. Cons. int. Explor. Mer. ج. 14 ع. 3: 335–336. 1939. مؤرشف من الأصل (PDF) في 2022-01-07. اطلع عليه بتاريخ 2013-01-03.
- Knipovich, Nikolai Mikhailovich encyclopedia.com